# 伯奈 (科雷兹省)
伯奈（法語：Benayes，法語發音：[bənaj]）是法国科雷兹省的一个市镇，位于该省西北部，和上维埃纳省接壤，属于布里夫拉盖亚尔德区。

## 地理
伯奈（45°31'11"N, 1°28'15"E）面积23.12 平方千米，位于法国新阿基坦大区科雷兹省，该省份为法国中南部省份，北起上维埃纳省和克勒兹省，西接多爾多涅省，南至洛特省，东临多姆山省和康塔爾省。
与伯奈接壤的市镇（或旧市镇、城区）包括：吕贝萨克、马斯雷、蒙日博、萨隆拉图尔、默扎克、拉波尔舍里、圣日耳曼莱贝勒。
伯奈的时区为UTC+01:00、UTC+02:00（夏令时）。

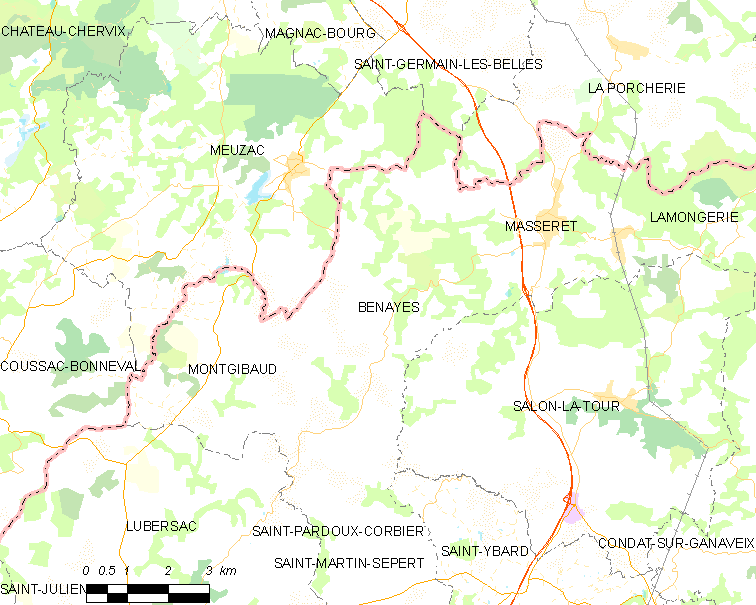
伯奈的OSM定位图

## 行政
伯奈的邮政编码为19510，INSEE市镇编码为19022。

## 政治
伯奈所属的省级选区为于泽什县。

## 交通
科雷兹省D20线、D85线和D85E2线等经过境内。

## 人口

1962-2008年间伯奈人口变化图示

伯奈于2022年1月1日时的人口数量为222人。